# AIK Fotbolls säsong 1900
AIK Fotbolls säsong 1900 skulle bli den säsong då AIK blev svenska mästare för första gången i historien efter att ha vunnit mot de fyrfaldiga mästarna (fyra år i rad mellan 1896 och 1899) Örgryte IS med 1-0 på Lindarängen i Stockholm inför 200 personer. Det var Gunnar Franzén som gjorde det historiska 1-0-målet.
AIK skulle spela hela fem matcher mot Djurgårdens IF denna säsong, varav ingen slutade med förlust. AIK vann tre och spelade två oavgjorda med en total målskillnad på 6-2. Under säsongen förlorade AIK endast en match, vilket var mot Gefle IF i finalen av Rosenska pokalen. Innan finalen hade AIK spelat mot Swithiod och Djurgården, vilket slutade med två vinster på 1-0 respektive 2-0.

## Matcher
| Datum            | Stadion                | Motståndare    | Resultat | Match | Matchrapport |
| ---------------- | ---------------------- | -------------- | -------- | ----- | ------------ |
| 27 maj 1900      | Okänd                  | Djurgårdens IF | 2-1      | T     | Saknas       |
| 2 juli 1900      | Okänd                  | Djurgårdens IF | 0-0      | T     | Saknas       |
| 14 juli 1900     | Okänd                  | Djurgårdens IF | 2-1      | T     | Saknas       |
| 22 juli 1900     | Okänd                  | IK Svea        | 2-0      | T     | Saknas       |
| 22 juli 1900     | Okänd                  | Djurgårdens IF | 0-0      | T     | Saknas       |
| 29 juli 1900     | Lindarängen, Stockholm | Örgryte IS     | 1-0      | SM    | AIK.se       |
| 1 september 1900 | Okänd                  | IF Swithiod    | 1-0 (ef) | RP    | Saknas       |
| 2 september 1900 | Okänd                  | Djurgårdens IF | 2-0      | RP    | Saknas       |
| 2 september 1900 | Okänd                  | Gefle IF       | 0-9      | RP    | Saknas       |

- RP = Rosenska pokalen
- T = Träningsmatch

## Spelartruppen
- Karl G Andersson
- Hugo Berg
- Fritz Carlsson
- Gunnar Franzén
- David Jarl
- Gustaf Juhlin
- Herman Juhlin
- Knut Norgren
- Oscar Norgren
- Edvin Sandborg
- Gunnar Stenberg